# Мандычевский, Константин
Константин Мандычевский (рум. Constantin Mandicevschi, укр. Костянтин Мандичевський; 24 мая 1859, село Багриновка, Буковина, Австрийская империя — 14 декабря 1933, Черновцы) — австрийский и румынский педагог и библиотекарь. Брат Евсевия Мандычевского.
Сын православного священника Василия Мандычевского, по матери племянник профессора церковной истории Евсевия Поповича. Окончил гимназию в Черновцах, учился в Черновицком и Венском университетах. В 1884—1893 гг. преподавал в гимназии в Сучаве. Вернувшись в Черновцы, в 1896—1918 гг. был директором Православного реального училища. В 1904 году, в связи с юбилейными мероприятиями по случаю 400-летия со дня смерти Стефана Великого, сочинил, основываясь на фольклорном музыкальном материале, слова патриотической песни «Поёт кукушка в Буковине» (рум. Cântă cucu-n Bucovina), пользующейся до сих пор широкой популярностью в румынской части Буковины.
После перехода Буковины в 1918 году под контроль Румынии Мандычевский был назначен инспектором, а затем и генеральным директором школ региона. В 1922—1930 гг. он занимал пост директора библиотеки Черновицкого университета, в 1924 г. был избран вице-президентом новоучреждённой Ассоциации библиотекарей Румынии. В последние годы жизни занимался музыкальным наследием своего брата Евсевия, подготовил библиографию его сочинений и биографический очерк.
Помимо Константина и Евсевия, в семье было ещё несколько братьев и сестёр, в том числе Эраст (1860—1946) — юрист и Георгий (1870—1907) — композитор и хоровой дирижёр.